# Erika Sakae
Erika Sakae (栄 絵里香, Sakae Erika) est une joueuse de volley-ball japonaise née le 3 avril 1991 à Ōnojō (Préfecture de Fukuoka). Elle mesure 1,68 m et joue au poste de passeuse.

## Clubs
| Club                      | De        | À         |
| ------------------------- | --------- | --------- |
| Higashi Kyushu Ryukoku HS | 2007-2008 | 2009-2010 |
| Denso Airybees            | 2010-2011 | 2014-2015 |
| Hisamitsu Springs         | 2015-2016 | …         |

## Palmarès

### Équipe nationale
- Championnat d'Asie et d'Océanie des moins de 20 ans
  - Vainqueur : 2008.

### Clubs
- Coupe de l'impératrice
  - Vainqueur : 2015, 2016.
- V Première Ligue
  - Vainqueur : 2016, 2018, 2019.
  - Finaliste : 2017.
- Championnat AVC des clubs
  - Finaliste : 2017.